# 湖上乡 (莲花县)
湖上乡，是中华人民共和国江西省萍乡市莲花县下辖的一个乡镇级行政单位。

## 行政区划
湖上乡下辖以下地区：
湖上村、山下村、小水村、车田村、江背村、樊家村、圳背村、西山村、曾家村和南村。